# Ace Combat
Ace Combat (яп. エースコンバット) — серія відеоігор у жанрі аркадний авіасимулятор, розроблена Project Aces — внутрішньою командою розробників Bandai Namco Entertainment, раніше відомою як Namco. Серія дебютувала у 1995 році грою Air Combat для PlayStation. Вона включає вісім основних частин, численні спін-офи та інші форми медіа, такі як романи, моделі літаків та музичні альбоми. Із 2012 року серія переважно розробляється Bandai Namco Studios через внутрішню команду Project Aces.
Франшиза Ace Combat робить акцент на динамічному екшенi та драматичних сюжетах із напівреалістичним ігровим процесом: наприклад, літаки мають елементи управління польотною динамікою та можуть зірватися в штопор, але при цьому здатні нести десятки ракет. У серії представлений широкий спектр літаків: від точних або трохи змінених моделей сучасної військової авіації до прототипів, які так і не були прийняті на озброєння (або навіть збудовані) у реальному житті, а також вигаданих «босів»-суперзброї. Основна серія ігор відбувається у вигаданому всесвіті під назвою «Strangereal», що частково заснований на реальному світі: події та об’єкти схожі, але мають зовсім іншу історію, зосереджену навколо розвитку передових технологій та наслідків падіння астероїда у 1990-х роках. Утім, деякі ігри серії розгортаються у вигаданих версіях реального світу.
Станом на 2023 рік франшиза Ace Combat розійшлася накладом понад 20 мільйонів копій по всьому світу і зарекомендувала себе як одна з найтриваліших серій аркадних авіаекшенів.

## Сетинг
Більшість ігор серії Ace Combat розгортаються у «Strangereal» — вигаданому всесвіті серії. Земля у Strangereal має зовсім інші країни, географію, континенти та історію порівняно з реальним світом, хоча деякі країни, локації та події частково базуються на реальних аналогах, а більшість літаків — це реальні моделі з незначними змінами.
Strangereal дуже схожий на сучасний світ, але з набагато більш розвиненими технологіями, що дозволяють створення суперзброї та теоретичних пристроїв: повітряних бойових кораблів, лазерної зброї, рейлганів, підводних і повітряних авіаносців, орбітальної зброї, мас-драйверів, смертоносної автономної зброї, майже розумного штучного інтелекту та експериментальних літаків. Ядерна зброя існує, але міжнародні угоди та загроза ядерного тероризму, ймовірно, стримали її розвиток і використання, що призвело до відсутності ядерного стримування та більшої уваги до звичайного озброєння у гонці озброєнь. Це робить широкомасштабні міждержавні війни звичним явищем, і багато країн мають великі армії з різноманітним озброєнням, створюють суперзброю, тренують елітні ескадрильї винищувачів-«асів» або наймають найманців для підсилення своїх військ.
Більшість ігор Ace Combat відбуваються після падіння у 1999 році астероїда «Ulysses 1994XF04», що розколовся на численні фрагменти під час підльоту до Землі. Частину уламків було знищено протиастероїдною зброєю, але інші таки вдарили по планеті, спричинивши масштабні руйнування та глобальні кризи. Міжнародна напруга, що виникла через падіння Ulysses та його наслідки, відіграє важливу роль у сюжетах ігор, а деякі суперзброї серії є колишніми протиастероїдними системами або створені на їхній основі. Ще однією ключовою подією є «Бельканська війна» 1995 року — конфлікт, подібний до Другої світової, під час якого розвинена ультранаціоналістична країна Белька спробувала захопити сусідні держави на тлі внутрішньої кризи, але була відбита міжнародною коаліцією. Белька застосувала ядерну зброю на власній території, щоб запобігти контрнаступу, що призвело до її поразки та світового осуду; бельканські націоналісти, які прагнуть помститися за поразку, відіграють ключові ролі в деяких іграх.
Сонячна система та зоряне небо у світі Ace Combat тотожні реальним, приполярні області планети (Арктика та Антарктика) також до дрібниць збігаються з реальними, однак форма та розташування континентів південніше 60° північної широти й північніше 60° південної широти відрізняються від реальних.
Як показано у Ace Combat 3: Electrosphere, країни Strangereal, зображені в більшості ігор серії, зрештою були витіснені суверенними мегакорпораціями. Згодом Strangereal було включено до спільного всесвіту Bandai Namco під назвою United Galaxy Space Force як найдавніший період його хронології, де нації Strangereal об’єднуються у світовий уряд близько 2090 року.
Ace Combat: Joint Assault, Assault Horizon та Infinity не відбуваються у Strangereal, а натомість розгортаються у власних вигаданих версіях реального світу, хоча з технологіями, подібними до Strangereal.

## Ігри серії
| 1995 | Air Combat                                 |
| 1996 |                                            |
| 1997 | Ace Combat 2                               |
| 1998 |                                            |
| 1999 | Ace Combat 3: Electrosphere                |
| 2000 |                                            |
| 2001 | Ace Combat 04: Shattered Skies             |
| 2002 |                                            |
| 2003 |                                            |
| 2004 | Ace Combat 5: The Unsung War               |
| 2005 | Ace Combat Advance                         |
| 2006 | Ace Combat Zero: The Belkan War            |
| 2006 | Ace Combat X: Skies of Deception           |
| 2007 | Ace Combat 6: Fires of Liberation          |
| 2008 |                                            |
| 2009 | Ace Combat Xi: Skies of Incursion          |
| 2010 | Ace Combat: Joint Assault                  |
| 2010 | Ace Combat Assault Horizon: Trigger Finger |
| 2011 | Ace Combat: Assault Horizon                |
| 2011 | Ace Combat: Assault Horizon Legacy         |
| 2011 | Ace Combat: Northern Wings                 |
| 2012 |                                            |
| 2013 |                                            |
| 2014 | Ace Combat Infinity                        |
| 2015 | Ace Combat: Assault Horizon Legacy+        |
| 2016 |                                            |
| 2017 |                                            |
| 2018 |                                            |
| 2019 | Ace Combat 7: Skies Unknown                |

- Air Combat (1995) — це перша гра серії, що вийшла як стартовий реліз для PlayStation у Північній Америці та мала назву Ace Combat у Японії.[5] Продюсером виступив Кадзумі Мідзуно, а сама гра стала портом і продовженням аркадної гри 1993 року з тією ж назвою. Сюжет зосереджений навколо команди найманих пілотів, яких найняли, аби перемогти терористичну організацію, що захопила контроль над островами Скалл.[6] Air Combat запровадила аркадний стиль геймплею, що контрастував з більшістю авіасимуляторів того часу. У 2005 році Air Combat також була випущена для японських мобільних телефонів у рамках підписки на сервіс Namco.[7]
- Ace Combat 2 (1997) вийшла для PlayStation і була створена через технічну незадоволеність Namco першим Air Combat.[8] Дизайнером гри виступив Масанорі Като. Ace Combat 2 продовжує історію ескадрильї найманців Scarface (тієї ж, що і в Air Combat), яких знову наймають для придушення державного перевороту, що загрожує континенту Усея (англ. Usea). Продовження розширило можливості попередньої гри: додалися нові типи місій, нові літаки та декілька рівнів складності. У 2005 році гру перевидали для PlayStation 2 у складі NamCollection — ексклюзивної для Японії збірки ігор від Namco для PlayStation.[9] У 2011 році гру було перероблено для 3DS під назвою Ace Combat: Assault Horizon Legacy, з новими рівнями, оновленим сюжетом та доданими ігровими механіками.
- Ace Combat 3: Electrosphere (1999) вийшла для PlayStation і стала останньою грою серії для цієї консолі. Якщо попередні дві гри мали сучасну стилістику, то Electrosphere використовує футуристичну естетику та сетинг.[10] Сюжет розповідає про конфлікт між мегакорпораціями Neucom і General Resource та миротворчою організацією UPEO у дистопії, де корпорації витіснили національні держави та змагаються за владу. Electrosphere робить велику ставку на сюжет: має розгалужені шляхи проходження та аніме-стилістику відеоповідомлень з повним озвученням. Північноамериканська версія гри зазнала значного скорочення сюжету та контенту через фінансові обмеження.[11]
- Ace Combat 04: Shattered Skies (2001) стала першою грою серії, яку розробила команда Project Aces, що тоді називалася «AC04 Project». Гра вийшла для PlayStation 2 і мала назву Ace Combat: Distant Thunder у Європі. Це була перша частина серії, що повністю розкрила світ Strangereal як основне місце дії. Спочатку гра планувалася як перезапуск серії, але Shattered Skies повернулася до структури ґеймплею Air Combat та Ace Combat 2 — динамічний екшн і різноманітні місії з більш лінійним сюжетом. Сюжет розповідає історію Mobius 1, винищувача-аса, чиї легендарні подвиги під час континентальної війни стають вирішальними у протидії планам країни Ерусея (англ. Erusea) захопити весь континент Усея (англ. Usea).
- Ace Combat 5: The Unsung War (2004) вийшла для PlayStation 2 і мала назву Ace Combat: Squadron Leader у Європі. Продюсована Кадзутоакі Коно та командою Project Aces, The Unsung War є однією з наймасштабніших ігор серії: понад 50 доступних для гри літаків, 32 місії кампанії та повністю анімовані кат-сцени. Сюжет розповідає про членів ескадрильї «Wardog», які розкривають змову, що розпалює масштабну війну між глобальними супердержавами Осея (англ. Osea) та Юктобанія (англ. Yuktobania). У грі також є аркадний режим, де Mobius 1 виконує завдання зі знищення залишків сил Ерусеї. У 2018 році Bandai Namco Entertainment перевидала The Unsung War для PlayStation 4 як бонус за попереднє замовлення Ace Combat 7, із невеликими змінами для коректної роботи на консолі.
- Ace Combat Zero: The Belkan War (2006) вийшла для PlayStation 2 і мала назву Ace Combat: The Belkan War у Європі. Це була остання гра серії, розроблена Namco перед тим, як її активи були об’єднані з Bandai Namco Games, що видавали гру за межами Японії всього через тиждень після японського релізу. The Belkan War є приквелом до The Unsung War, поєднує ідеї та механіки з неї та з Shattered Skies, а також пояснює сюжетні деталі та факти з історії, згадані у The Unsung War. Сюжет, розказаний у формі ретроспективної розповіді, описує подвиги команди Galm — пари найманих пілотів, найнятих для захисту країни Устіо (англ. Ustio) та її союзників від вторгнення Белки у 1995 році.
- Ace Combat X: Skies of Deception (2006) вийшла для PlayStation Portable і стала першою грою серії, випущеною на PSP. У грі є можливість обирати власний маршрут проходження кампанії, що дозволяє комбінувати різні місії в кожному проходженні. Її сюжет розповідає про війну між сусідніми країнами Аврелія (англ. Aurelia) та Лісат (англ. Leasath), а також про дії ескадрильї «Gryphus» з Аврелії у боротьбі проти вторгнення Лісатських сил.
- Ace Combat 6: Fires of Liberation (2007) вийшла для Xbox 360, ставши дебютом серії на платформі Microsoft. Це була перша гра серії Ace Combat, що запровадила онлайн-мультиплеєр та завантажуваний контент, які відтоді стали традиційною частиною серії. Окрім стандартного видання, Namco Bandai випустила Fires of Liberation у комплекті з Ace Edge — спеціально створеним для гри авіаційним джойстиком від Hori, а також з кастомною панеллю для Xbox 360. Сюжет зосереджується на вторгненні Естовакії (англ. Estovakia) в Еммерію (англ. Emmeria) та подальших зусиллях еммерійських сил повернути свою країну, очолюваних пілотами команди Garuda. У 2018 році Bandai Namco Entertainment перевидала Fires of Liberation для Xbox One як бонус за попереднє замовлення Ace Combat 7, з невеликими змінами для сумісності з апаратним забезпеченням консолі.
- Ace Combat: Joint Assault (2010) вийшла для PlayStation Portable та стала першою грою серії, дія якої відбувається у реальному світі. Кампанія гри має кооперативний режим до чотирьох гравців і нову механіку повітряних боїв, що спрощує ведення боїв. Сюжет Joint Assault розповідає про пілотів «Martinez Security», приватної військової компанії, найнятої для боротьби з потужною глобальною терористичною організацією.
- Ace Combat: Assault Horizon (2011) вийшла для PlayStation 3 та Xbox 360, а згодом у 2013 році — і для Microsoft Windows через Steam. Assault Horizon суттєво відрізняється від інших ігор серії, зокрема завдяки режимам «dogfight mode» та «airstrike mode», які спрощують ґеймплей, «брутальній» стилістиці у дусі Call of Duty та унікальним сегментам керування турелями на гелікоптерах, штурмовиках та бомбардувальниках — вперше в історії серії ці типи літальних апаратів стали доступними для гри. Події гри відбуваються у реальному світі, але в іншому всесвіті, ніж Joint Assault; сюжет розповідає про 108-му бойову групу — спільне об'єднання сил США та Росії, яке бореться проти потужних збройних формувань повстанців і кримінальних організацій.
- Ace Combat Infinity (2014) вийшла для PlayStation 3 і стала першою free-to-play грою серії. У грі були розширені багатокористувацькі режими та модель freemium. Події розгортаються у реальному світі, але знову в іншому всесвіті, ніж Joint Assault та Assault Horizon. Сюжет Infinity розповідає про наслідки реальної катастрофи з метеоритом Улісс та появу терористичної організації у зруйнованій Євразії; для боротьби з нею ООН залучає декілька приватних військових компаній. У 2018 році сервіси Infinity були відключені, а сюжет так і залишився незавершеним.
- Ace Combat 7: Skies Unknown (2019) вийшла для PlayStation 4, Xbox One та ПК через Steam і стала першою головною частиною серії за дванадцять років. У 2024 році відбувся реліз порту для Nintendo Switch. Skies Unknown була створена на основі комерційного успіху Ace Combat Infinity, а її механіки частково запозичені з неї та Ace Combat: Assault Horizon. Розроблена Project Aces під керівництвом продюсера Кадзутоакі Коно, гра містить багато нововведень: різні режими гри, удосконалення системи налаштування літаків з Ace Combat X та підтримку віртуальної реальності через PlayStation VR. Повертаючись до традиційного всесвіту Strangereal, гра розгортається під час війни між Осеєю (англ. Osea) та Ерусеєю (англ. Erusea) за контроль над космічним ліфтом і розповідає про пілота Осеї з позивним «Trigger», який намагається відновити своє ім’я після неправдивого звинувачення у вбивстві, що призвело до потрапляння у штрафну ескадрилью. У грі також є три VR-місії, дія яких відбувається за п’ять років до основної кампанії і розповідає про боротьбу Mobius 1 із залишками сил Ерюсеї, згаданими в аркадному режимі The Unsung War.
- У серпні 2021 року було підтверджено, що розробляється нова, ще неназвана частина Ace Combat. Гру створюють компанії Namco та ILCA.[12][13]

### Відмінності у назвах
Деякі ігри серії Ace Combat мають різні назви залежно від регіону (NTSC чи PAL), у якому гра продавалася:
- Японська гра Ace Combat отримала назву Air Combat у північноамериканському та європейському релізах оригінальної гри. Другу гру спочатку планували випустити в США під назвою Air Combat 2, але на момент виходу було вирішено використовувати назву Ace Combat для міжнародного ринку.[14]
- У регіонах NTSC четверта частина серії має назву Ace Combat 04: Shattered Skies, тоді як у регіонах PAL гра вийшла під назвою Ace Combat: Distant Thunder. Іспанська версія гри має назву Ace Combat: Trueno de Acero, що перекладається як Ace Combat: Сталевий Грім.
- NTSC-версія п’ятої частини має назву Ace Combat 5: The Unsung War, тоді як реліз для PAL-регіонів було перейменовано на Ace Combat: Squadron Leader.
- У PAL-регіонах з назви гри Ace Combat Zero: The Belkan War було прибрано слово «Zero», у результаті чого це стала перша гра з часів появи серії, яка не зазнала суттєвої зміни назви в PAL-регіонах.
- Ace Combat: Assault Horizon Legacy в англомовних країнах спочатку мала назву Ace Combat 3D: Cross Rumble у Японії.

## Сприйняття
Серія Ace Combat стабільно мала комерційний успіх: більшість основних частин розійшлися накладом понад один мільйон копій. Найуспішнішою грою є Ace Combat 7: Skies Unknown, яка до 2025 року розійшлася накладом понад 6 мільйонів копій, за нею йдуть Ace Combat 04: Shattered Skies та Air Combat. Ігри особливо добре продавалися у Північній Америці та Японії, де до 2008 року було згенеровано понад 75% усього доходу від серії. Загалом франшиза Ace Combat розійшлася накладом понад 20 мільйонів копій.
| Назва гри                         | Продано копій | Metacritic   |
| --------------------------------- | ------------- | ------------ |
| Air Combat                        | 2,23 млн      | -            |
| Ace Combat 2                      | 1,092 млн     | 83/100       |
| Ace Combat 3: Electrosphere       | 1,164 млн     | -            |
| Ace Combat 04: Shattered Skies    | 2,64 млн      | 89/100       |
| Ace Combat 5: The Unsung War      | 1,802 млн     | 84/100       |
| Ace Combat Advance                | 100 000       | 56/100       |
| Ace Combat Zero: The Belkan War   | 792 000       | 75/100       |
| Ace Combat X: Skies of Deception  | 476 000       | 75/100       |
| Ace Combat 6: Fires of Liberation | 700 000       | 80/100       |
| Ace Combat: Assault Horizon       | 1,07 млн      | 78/100       |
| Ace Combat 7: Skies Unknown       | 6 млн         | 80/100 (PS4) |